# Brandon Laird
Brandon J. Laird (Cypress, Kalifornia, 1987. szeptember 11. –) mexikói-amerikai profi baseballjátékos, a Nippon Professional Baseballban (NPB) szereplő Csiba Lotte Marines hármasvédője. Korábban a Major League Baseballban (MLB) szereplő New York Yankees és Houston Astros, illetve a Nippon Professional Baseballban (NPB) szereplő Hokkaidó Nippon-Ham Fighters csapatokban játszott, valamint a mexikói válogatott tagja is volt World Baseball Classicon.

## Pályafutása

### Iskolás évek
Laird a westminsteri La Quinta Középiskola diákja volt. A 2005-ös Major League Baseball draft keretében a Cleveland Indians a huszonhetedik körben draftolta, azonban Laird nem írta alá a szerződést, inkább a Cypress Egyetemen folytatta a tanulmányait, ahol a Cypress Chargers csapatában játszott egyetemi baseballt.

### New York Yankees
A 2007-es Major League Baseball draft huszhetedik körében a New York Yankees csapatának Lairdre esett a választása. Laird elfogadta a Yankees ajánlatát.
2010. augusztus 2-án kinevezték Lairdet a Class AA Eastern League ligában szereplő Trenton Thunderből a Class AAA International League ligában játszó Scranton/Wilkes-Barre Yankees csapatába. A kimagasló 2010-es szezonja után Lairdet választották meg az Eastern League legértékesebb játékosának és legjobb újoncának. A 2010-es szezon után felkerült a Yankees negyvenfős keretébe, hogy elkerülje az ötös szabályzat szerinti draftot.

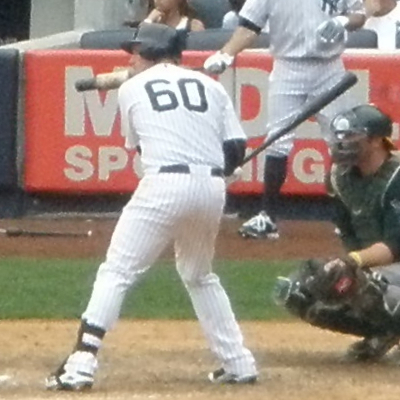
Laird 2011-ben a New York Yankees színeiben

2011. július 18-án először hívták fel a legfelső osztályba, amikor Ramiro Peña felkerült a sérültek listájára. Laird bemutatkozása július 22-én, a Yankee Stadiumban volt, és Craig Breslowval szemben megszerezte első találatát és ütéséből befutott pontját egy középre repülő egylapkás találattal. Első befutott pontját ugyanezen mérkőzésen szerezte, miután Joey Devine-nel szemben kiharcolt egy walkot, majd Nick Swisher egylapkás találatából pontot szerzett.
A Yankees 2012. augusztus 27-én beosztásra jelölte Lairdet.

### Houston Astros
2012. szeptember 1-jén a Houston Astros leigazolta Lairdet. Laird a 2013-as szezont a Triple-A Oklahoma City RedHawks csapatában kezdte. Az Astros április 18-án felhívta Lairdet a legfelső osztályba, miután Brett Wallace-t visszanevezték az Oklahoma Citybe. Laird tizenkét játék alatt .353-es ütőátlaggal érdemelte ki a kinevezését. 2013. október 2-án kicsúszott a negyvenfős keretből. Laird a 2013-as szezont .169-es ütőátlaggal zárta.

### Washington Nationals
Laird 2013. november 23-án alsóbb ligás szerződést írt alá a Kansas City Royals csapatával. A Royals 2014. március 15-én egy később megnevezésre kerülő játékosért elcserélte Lairdet a Washington Nationals csapatával. Laird az International League ligában szereplő Syracuse Chiefs csapatában játszott, és a június 16–22. közötti hétben a hét legjobb játékosának választották meg.

### Hokkaidó Nippon Ham Fighters
Laird 2014 novemberében aláírt a japán Nippon Professional Baseballban szereplő Hokkaidó Nippon-Ham Fighters csapatának. Laird gyengén kezdte a szezont; júniusig .200 alatt volt az ütőátlaga, azonban az évet harmincnégy hazafutással és .231-es ütőátlaggal zárta. Laird 2016-ban harminckilenc hazafutással a Pacific League hazafutáskirálya lett. A 2016-os Japan Series negyedik játékában győzelmet érő hazafutást, míg a hatodikban egy grand slamet ütött, így elnyerte a Japan Series legértékesebb játékosának járó díját. Laird a 2017-es és a 2018-as szezont is a csapat színeiben töltötte el, azonban a 2019-es szezon előtt nem tudott megegyezni a klubbal a szerződése meghosszabbításról, ezért szabadúszó lett.

### Csiba Lotte Marines
Laird 2019. január 15-én aláírt a Nippon Professional Baseballban szereplő Csiba Lotte Marines csapatának.

## Magánélete
Brandon bátyja, Gerald, visszavonult elkapó, aki legutoljára 2015-ben szerepelt a legfelső osztályban, az Arizona Diamondbacks csapatában, valamint a 2016-os szezon után a Detroit Tigers Single-A farmcsapatának, a New York–Penn League ligában szereplő Connecticut Tigers edzője lett. Felesége Lana Victoria Laird.
2009 decemberében az US Airways Centerben egy Phoenix Suns–Boston Celtics kosárlabda-mérkőzés után Brandon és bátyja összeszólalkozott, majd dulakodni kezdett a biztonsági őrőkkel.
Közismert róla, hogy szereti a japán konyhát; a szusi a kedvenc étele, még hazafutásörömében is a szusikészítést imitálja.

## Fordítás
- Ez a szócikk részben vagy egészben  a   Brandon Laird című angol Wikipédia-szócikk ezen változatának fordításán alapul.  Az eredeti cikk szerkesztőit annak laptörténete sorolja fel. Ez a jelzés csupán a megfogalmazás eredetét és a szerzői jogokat jelzi, nem szolgál a cikkben szereplő információk forrásmegjelöléseként.